# Калачинский, Михась Иванович
Михась (Михаил) Иванович Калачинский (12 января 1917, Крупки, Могилёвская губерния — 10 августа 1990) — белорусский советский поэт, переводчик, сценарист, военный журналист. Заслуженный работник культуры БССР (1974).

## Биография
Родился 12 января 1917 года в посёлке городского типа Крупки (ныне Минской области Беларуси) в крестьянской семье.
В 1934 году окончил Крупскую среднюю школу и начал работать в селе Бобр старшим пионервожатым, затем литработником в крупской районной газете «Камуністычны шлях». Окончил курсы при Коммунистическом институте журналистики им. С. М. Кирова (1936, Минск), затем на протяжении двух лет был ответственным секретарем редакции газеты «Літаратура і мастацтва».
С 1938 года служил в РККА. Участник советско-финляндской войны (1939‒40) и Великой Отечественной войны (1941‒45). Вторую войну проходит в качестве армейского журналиста. Вступил в партию во время войны (1942). После окончания Великой Отечественной войны оставался ещё на протяжении 8 лет на военной службе: в качестве спецкора окружной военной газеты «Защитник Родины» (Одесса, 1945-47), литературным секретарём газеты Белорусской военной округи «Во славу Родины» (Минск, 1947-53).
После демобилизации назначен главным редактором альманаха «Советская Отчизна». С 1954 — ответственный редактор, а с 1958 — заместитель председателя правления СП БССР. Член СП СССР с 1940.
С 1960 по 1978 главный редактор журнала «Беларусь».
Много переводил с русского, украинского, литовского, болгарского и монгольского языков.

## Творчество
Начал печататься в 1932 году. Автор поэм для детей «Костя-чекист» (1938) и «Пакет» (1940), сборников стихов и поэм «Солнце в синеве» (1949), «Навстречу жизни» (1951, рус. пер. 1962), «В великом походе» (1952), «На лесном полустанке» (1955), «Страда» (1956), «Сосны и дюны» (1960), «Гроздь рябины» (1964), «Лесные сказки» (1967), «Пояса» (1968) и др. В 1971 и 1982 выходили Избранные произведения в двух томах.

## Награды, премии
- два ордена Красной Звезды (9.5.1943[2], …),
- два ордена Отечественной войны II степени (20.2.1945[4], 6.4.1985[5])
- орден Трудового Красного Знамени,
- орден Дружбы народов,
- орден «Знак Почёта» (25.2.1955),
- медали, в том числе:
  - «За боевые заслуги»[2]
  - «За оборону Кавказа»[4]
- Заслуженный работник культуры Белорусской ССР (1974)[1].